# ATX

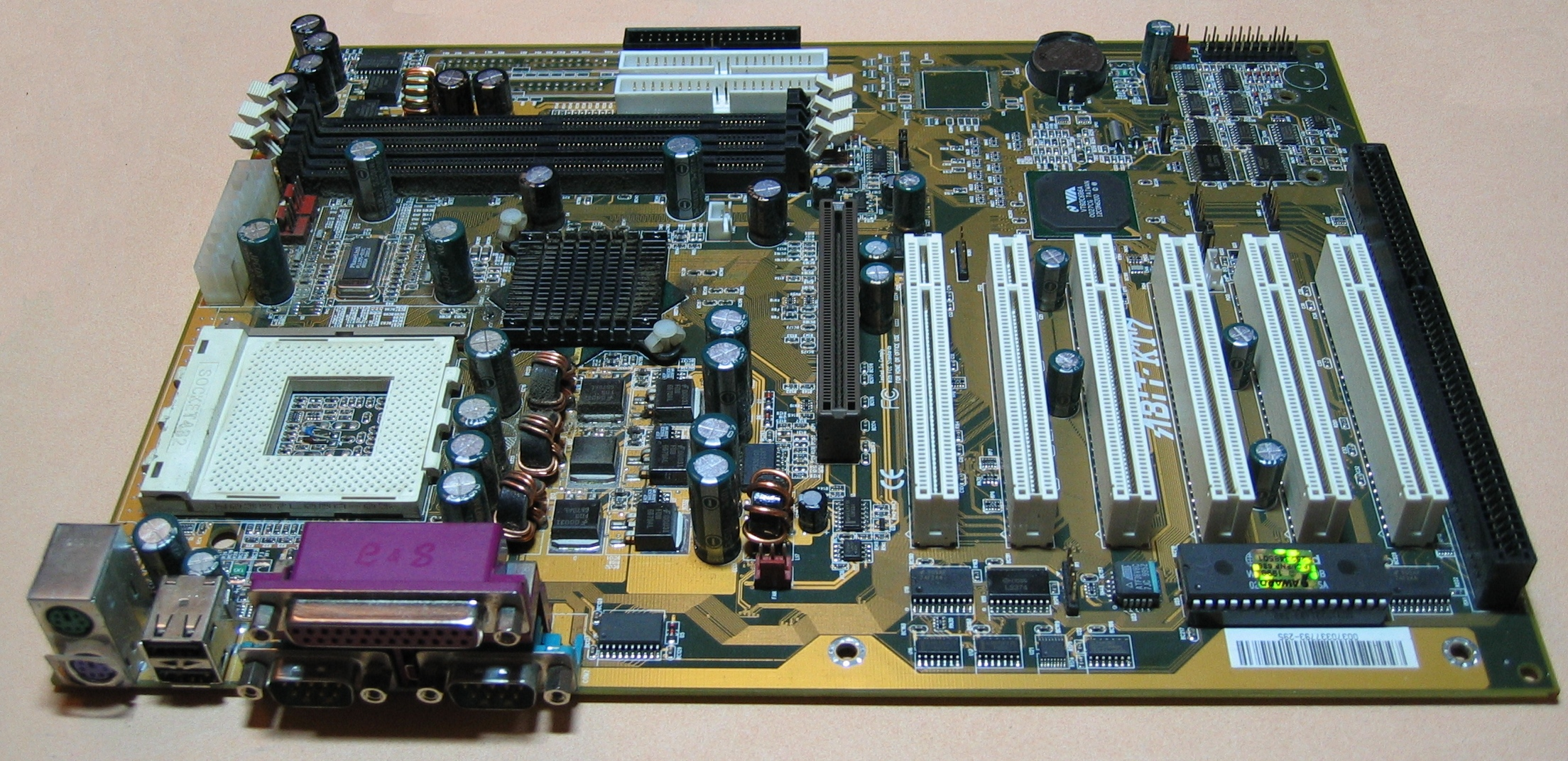
ATX 메인보드

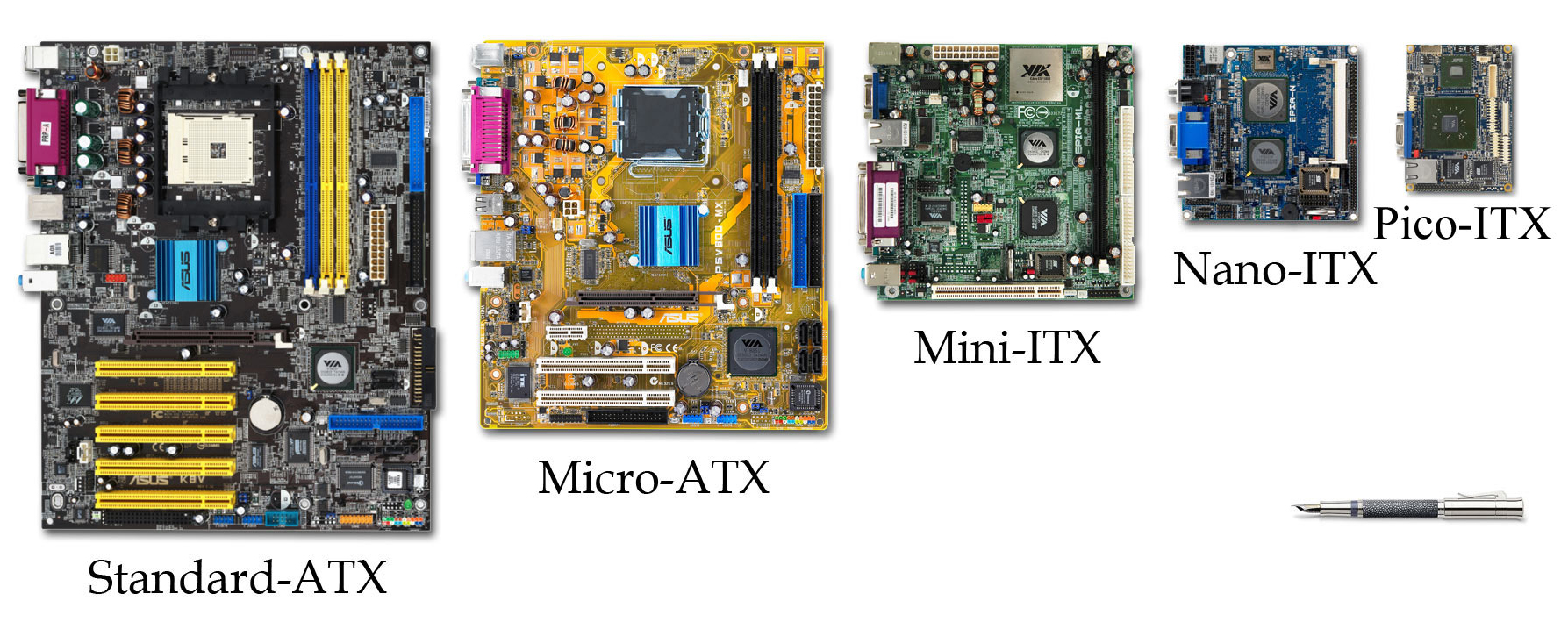
일반적인 메인보드 폼 팩터 비교 (펜으로 크기 비교)

ATX(Advanced Technology Extended)는 1995년 인텔의 데이비드 덴트(David Dent)가 특허를 낸 메인보드 및 전원 공급 장치 구성 사양으로, 이전의 사실상 표준이었던 AT 디자인을 개선하기 위해 만들어졌다. 이는 수년간 데스크톱 컴퓨터 케이스, 메인보드 및 전원 공급 장치 설계에서 처음으로 큰 변화를 가져왔으며, 부품의 표준화와 상호 교환성을 향상시켰다. 이 사양은 컴퓨터 케이스, 메인보드 및 전원 공급 장치 간의 크기, 장착 지점, I/O 패널, 전원 및 커넥터 인터페이스를 정의한다.

## 개요
ATX는 가장 일반적인 메인보드 디자인이다. 더 작은 보드(즉, 마이크로ATX, 플렉스ATX, 나노 ITX, 미니 ITX)를 위한 다른 표준들은 기본 후면 레이아웃을 유지하지만 보드 크기와 확장 슬롯의 수를 줄인다. 풀 사이즈 ATX 보드의 크기는 12 × 9.6 in (305 × 244 mm)이며, 이는 많은 ATX 섀시가 마이크로ATX 보드를 수용할 수 있게 한다. ATX 사양은 1995년 인텔이 발표한 이래 여러 차례 개정되었다. 최신 ATX 메인보드 사양은 버전 2.2이다. 최신 ATX12V 전원 공급 장치 사양은 2022년 2월에 출시된 ATX 3.0이다.
EATX(Extended ATX)는 12 × 13 in (305 × 330 mm) 크기의 ATX 메인보드보다 큰 버전이다. 일부 듀얼 CPU 소켓 메인보드는 ATX로 구현되었지만, EATX의 추가적인 크기는 듀얼 소켓 시스템의 일반적인 폼 팩터이며, 4개 또는 8개의 메모리 채널을 지원하는 소켓을 사용하여 다수의 메모리 슬롯을 가진 단일 소켓 시스템에도 사용된다.
2004년 인텔은 ATX를 대체하기 위한 BTX (Balanced Technology eXtended) 표준을 발표했다. 일부 제조업체들이 새로운 표준을 채택했지만, 인텔은 2006년에 BTX의 추가 개발을 중단했다. 2025년 현재, ATX 디자인은 여전히 개인용 컴퓨터의 사실상 표준으로 남아 있다.

## 커넥터

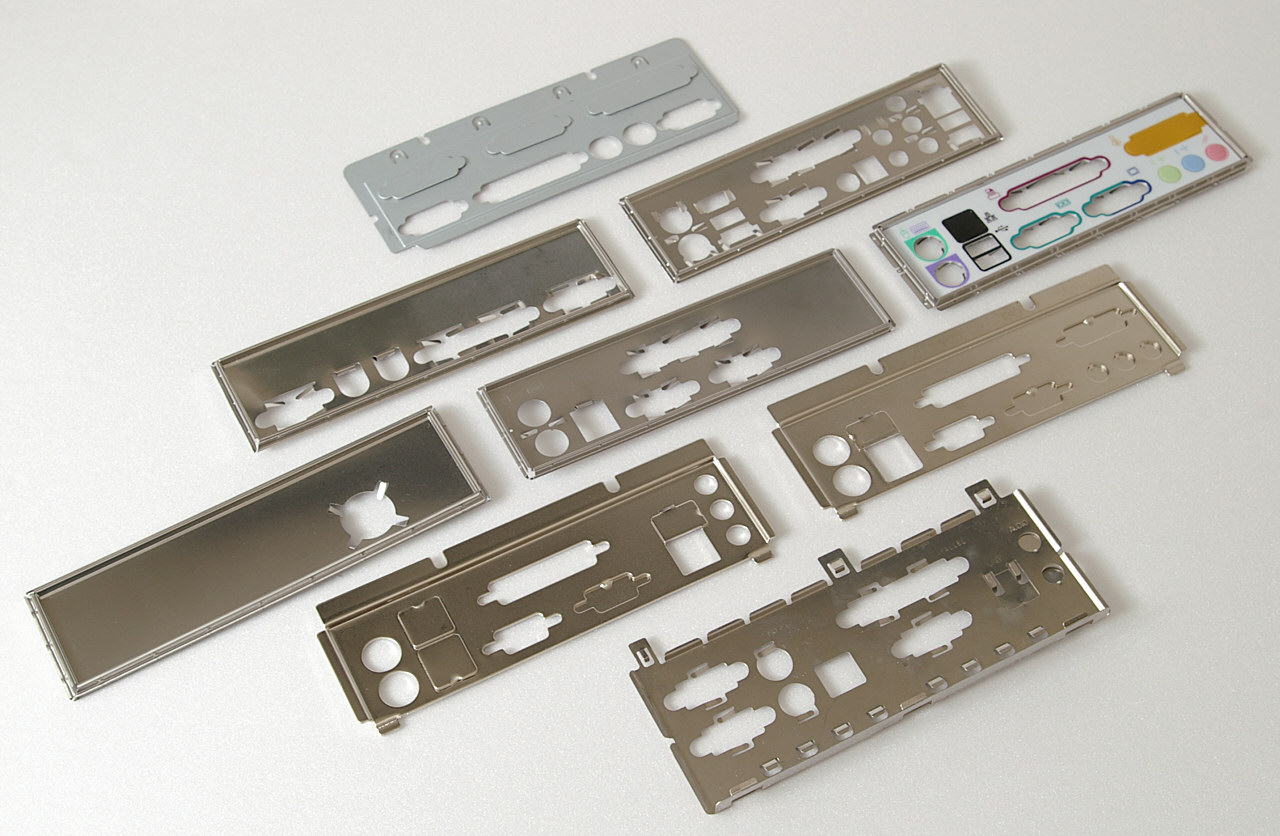
메인보드 후면 커넥터용 ATX I/O 플레이트

컴퓨터 케이스 후면에는 AT 표준에 비해 몇 가지 주요 변경 사항이 적용되었다. 원래 AT 방식 케이스에는 키보드 커넥터와 추가 카드 후면 플레이트용 확장 슬롯만 있었다. 다른 모든 온보드 인터페이스(예: 직렬 및 병렬 포트)는 플라잉 리드를 통해 케이스에서 제공하는 공간이나 사용하지 않는 확장 슬롯 위치에 배치된 브래킷에 장착된 커넥터에 연결해야 했다.
ATX는 각 메인보드 제조업체가 시스템 후면에 직사각형 영역에 포트를 배치할 수 있도록 허용했으며, 대부분의 제조업체는 메인보드가 제공하는 포트에 따라 여러 일반적인 패턴을 따랐다. 케이스는 일반적으로 일반적인 배열 중 하나에 스냅아웃 패널(I/O 플레이트 또는 I/O 실드라고도 함)이 장착된다. I/O 플레이트는 일반적으로 소매용 메인보드에 포함되어 어떤 적합한 케이스에도 설치할 수 있도록 한다. 플레이트가 장착되지 않아도 컴퓨터는 올바르게 작동하지만, 케이스에 열린 틈이 생겨 EMI/RFI 차폐가 손상되고 먼지와 무작위 이물질이 유입될 수 있다. AT 메인보드를 ATX 케이스에 장착할 수 있는 패널도 만들어졌다. 일부 ATX 메인보드에는 통합 I/O 플레이트가 함께 제공된다.
ATX는 또한 PS/2 스타일 미니-DIN 키보드 및 마우스 커넥터를 널리 사용하게 만들었다. AT 시스템은 키보드에 5핀 DIN 단자를 사용했으며, 일반적으로 직렬 포트 마우스와 함께 사용되었다(일부 시스템에서는 PS/2 마우스 포트도 발견됨). 많은 최신 메인보드는 PS/2 스타일 키보드 및 마우스 커넥터를 더 현대적인 범용 직렬 버스용으로 단계적으로 폐지하고 있다. 현대 ATX 메인보드에서 점차 사라지고 있는 다른 레거시 커넥터로는 25핀 병렬 포트와 9핀 RS-232 직렬 포트가 있다. 그 대신 이더넷, 파이어와이어, eSATA, 오디오 포트(아날로그 및 S/PDIF), 비디오(아날로그 D-sub, DVI, HDMI, 디스플레이포트), 추가 USB 포트, Wi-Fi와 같은 온보드 주변기기 포트가 있다.
ATX 사양의 주목할 만한 문제는 전원 공급 장치가 많은 최신 컴퓨터 케이스처럼 하단이 아닌 많은 구형 컴퓨터 케이스의 상단에 일반적으로 배치되었을 때 마지막으로 개정되었다는 점이다. 이로 인해 특히 4/8핀 CPU 전원과 같은 일부 포트의 표준 위치에 문제가 발생했는데, 이는 일반적으로 보드의 상단 가장자리에 위치하여 상단 장착형 전원 공급 장치에 편리하다. 이로 인해 하단 장착형 전원 공급 장치의 케이블이 닿기 매우 어렵고, 케이블이 뒤에서 나와 보드를 감싸는 특수 절단이 후면 패널에 일반적으로 필요하여 삽입 및 배선 관리가 매우 어려워진다. 많은 전원 공급 장치 케이블이 거의 닿지 않거나 닿지 않거나, 너무 뻣뻣하여 구부러지지 않으며, 이러한 배치로 인해 연장 케이블이 필요한 경우도 있다. 최신 전원 공급 장치는 이러한 문제를 완화하기 위해 종종 더 긴 케이블을 가지고 있다.

## 변형

ATX, 미니 ITX, AT 메인보드 호환 크기 및 구멍 위치

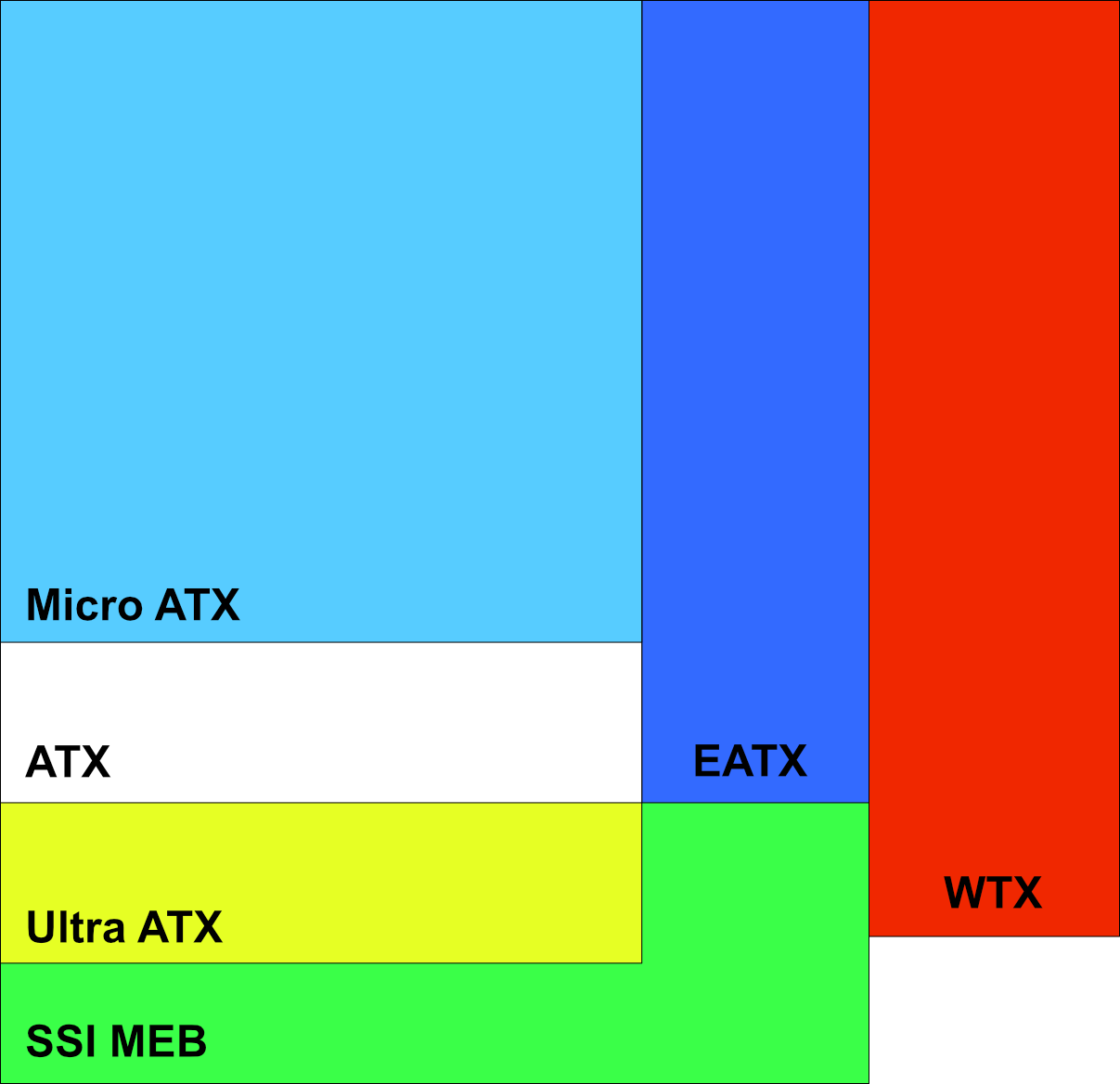
ATX 메인보드 크기 비교; 후면은 왼쪽에 있다.
마이크로ATX (9.6 xx)
표준 ATX (12 xx)
울트라 ATX (14.4 xx)
확장 ATX (EATX) (12 xx)
WTX (14 xx)
SSI MEB (16.2 xx)

동일한 전원 공급 장치, 장착 지점 및 기본 후면 패널 배열을 사용하지만 보드 크기 및 확장 슬롯 수에 대한 다른 표준을 설정하는 여러 ATX 파생 디자인이 지정되었다. 표준 ATX는 0.8 in (20 mm) 간격으로 7개의 슬롯을 제공하며, 인기 있는 마이크로ATX 크기는 2.4 인치 (61 mm)와 3개의 슬롯을 제거하여 4개를 남긴다. 여기서 너비는 외부 커넥터 가장자리를 따라가는 거리를 나타내고, 깊이는 전면에서 후면까지의 거리이다. 각 더 큰 크기는 이전(더 작은) 색상 영역을 모두 상속한다.
AOpen은 미니 ATX라는 용어를 최근의 15 × 15 cm (5.9 × 5.9 in) 디자인과 혼동했다. 마이크로ATX가 채택된 이후 ATX 사양에서 미니 ATX에 대한 참조가 제거되었기 때문에 AOpen 정의가 더 현대적인 용어이며 위에 나열된 것은 역사적 중요성만 있는 것으로 보인다. 이는 현재 일반적인 미니 ITX 표준(17 × 17 cm (6.7 × 6.7 in))과 모순되는 것으로 보이며, 혼란을 야기할 수 있다. 많은 제조업체들은 표준 12인치 ATX 메인보드 너비에 1개에서 3개의 추가 확장 슬롯(표준 0.8인치 간격)을 추가했다.
1999년에 구식으로 간주된 폼 팩터에는 베이비 AT, 풀 사이즈 AT, 로우 프로파일 케이스용 반독점 LPX가 포함되었다. 컴팩, 팩카드-벨, 휴렛 팩카드 등에서 독점 메인보드 디자인이 존재했으며, 다중 제조업체 보드 및 케이스와는 호환되지 않았다. 휴대용 및 노트북 컴퓨터와 일부 19인치 랙마운트 서버에는 특정 제품에 고유한 맞춤형 메인보드가 있다.
| 폼 팩터                           | 기원                    | 날짜 | 최대 크기 깊이 × 너비                                                                                           | 슬롯 | 참고 (일반적인 사용, 시장 채택 등)                                                      |
| --------------------------------- | ----------------------- | ---- | --- | ---- | --------------------------------------------------------------------------------------- |
| ATX                               | 인텔                    | 1995 | 12 × 9.6 in (305 × 244 mm)                                                                                      | 7    | 원본, AT 메인보드의 후속작                                                              |
| 독점, 암호화폐 채굴 전용 메인보드 | 알 수 없음              | 2011 | 12 × 8 in (305 × 203 mm)                                                                                        | 3    | 1슬롯의 여유 공간을 가진 3개의 더블 슬롯 추가 카드                                      |
| SSI CEB                           | SSI                     | ?    | 12 × 10.5 in (305 × 267 mm)                                                                                     | 7    | 소형 전자 베이                                                                          |
| SSI MEB                           | SSI                     | 2011 | 16.2 × 13 in (411 × 330 mm)                                                                                     | 12   | 중형 전자 베이                                                                          |
| SSI EEB                           | SSI                     | ?    | 12 × 13 in (305 × 330 mm)                                                                                       | 7    | 엔터프라이즈 전자 베이                                                                  |
| SSI TEB                           | SSI                     | ?    | 12 × 10.5 in (305 × 267 mm)                                                                                     | 7    | 랙마운트용 얇은 전자 베이, 보드 부품 높이 사양 있음                                     |
| 마이크로ATX                       | 인텔                    | 1997 | 9.6 × 9.6 in (244 × 244 mm)                                                                                     | 4    | ATX 및 EATX 케이스에 장착 가능.                                                         |
| 플렉스ATX                         | 인텔                    | 1997 | 9 × 7.5 in (229 × 191 mm)                                                                                       | 3    |                                                                                         |
| 확장 ATX (표준)                   | 슈퍼마이크로 / 에이수스 | ?    | 12 × 13 in (305 × 330 mm)                                                                                       | 7    | 나사 구멍이 일부 ATX 케이스와 완전히 호환되지 않는다. 두 개의 CPU 소켓을 위한 용도이다. |
| 확장 ATX (일반적으로)             | 알 수 없음              | ?    | 12 × 10.1 in (305 × 257 mm) 12 × 10.4 in (305 × 264 mm) 12 × 10.5 in (305 × 267 mm) 12 × 10.7 in (305 × 272 mm) | 7    | ATX 패턴 나사 구멍                                                                      |
| EE-ATX                            | 슈퍼마이크로            | ?    | 13.68 × 13 in (347 × 330 mm)                                                                                    | 7    | 강화 확장 ATX                                                                           |
| 울트라 ATX                        | 폭스콘                  | 2008 | 14.4 × 9.6 in (366 × 244 mm)                                                                                    | 10   | 다중 더블 슬롯 비디오 카드 및 듀얼 CPU용으로 제작되었다.                                |
| XL-ATX                            | EVGA                    | 2009 | 13.5 × 10.3 in (343 × 262 mm)                                                                                   | 9    |                                                                                         |
| XL-ATX                            | 기가바이트              | 2010 | 13.58 x 10.31 in (345 x 262 mm)                                                                                 | 7    |                                                                                         |
| XL-ATX                            | MSI                     | 2010 | 13.6 × 10.4 in (345 × 264 mm)                                                                                   | 7    |                                                                                         |
| WTX                               | 인텔                    | 1998 | 14 × 16.75 in (356 × 425 mm).                                                                                   | 9    | 2008년 단종                                                                             |
| 미니 ITX                          | VIA                     | 2001 | 6.7 x 6.7in (170 × 170 mm).                                                                                     | 1    | 원래 홈 시어터 또는 기타 팬리스 애플리케이션용으로 설계되었다.                          |
| 미니-DTX                          | AMD                     | 2007 | 8 × 6.7 in (203 × 170 mm)                                                                                       | 2    | 미니 ITX 및 DTX에서 파생되었다.                                                         |
| BTX                               | 인텔                    | 2004 | 12.8 × 10.5 in (325 × 267 mm)                                                                                   | 7    | 2006년 취소. 마이크로, 나노, 피코 변형도 있다. ATX 마운팅과 일반적으로 호환되지 않는다. |
| HPTX                              | EVGA                    | 2010 | 13.6 × 15 in (345 × 381 mm)                                                                                     | 6    | 듀얼 프로세서, 12개 RAM 슬롯                                                            |
| SWTX                              | 슈퍼마이크로            | 2006 | 16.48 × 13 in (419 × 330 mm) 및 기타                                                                            | 5    | 쿼드 프로세서, ATX 마운팅과 호환되지 않는다.                                            |
| YTX                               | 에이수스, MSI & 맥슨    | 2023 | 6.89 × 9.65 in (175 × 245 mm)                                                                                   | 1    | DIY-APE 이니셔티브를 지원하는 새로운 폼 팩터                                            |

진정한 E-ATX는 12 × 13 in (305 × 330 mm)이지만, 대부분의 메인보드 제조업체는 12 × 10.1 in (305 × 257 mm), 12 × 10.4 in (305 × 264 mm), 12 × 10.5 in (305 × 267 mm), 12 × 10.7 in (305 × 272 mm)의 측정값을 가진 메인보드를 E-ATX라고도 부른다. E-ATX와 SSI EEB (서버 시스템 인프라(SSI) 포럼의 엔터프라이즈 전자 베이(EEB))는 동일한 크기를 공유하지만, 두 표준의 나사 구멍이 모두 일치하지 않아 호환되지 않는다.
2008년 폭스콘은 표준 ATX 메인보드와 동일한 너비를 가졌지만, 10개의 슬롯을 수용하기 위해 14.4인치로 확장된 폭스콘 F1 메인보드 프로토타입을 공개했다. 이 회사는 이 메인보드의 새로운 14.4 × 9.6 in (366 × 244 mm) 디자인을 CES 2008에서 "울트라 ATX"라고 불렀다. 또한 2008년 1월 CES에서는 메인보드용으로 설계된 10개 슬롯의 리안리 아머슈트 PC-P80 케이스가 공개되었다.
"XL-ATX"라는 이름은 최소 세 회사에서 다른 방식으로 사용되었다.
- 2009년 9월, EVGA는 이미 13.5 × 10.3 in (343 × 262 mm) "XL-ATX" 메인보드인 EVGA X58 Classified 4-Way SLI를 출시했는데,[13] 이는 4개의 "더블 슬롯" 그래픽 카드를 지원하기 위해 울트라 ATX 크기의 케이스가 필요하다.[14]
- 기가바이트 기술(Gigabyte Technology)은 2010년에 모델 번호 GA-X58A-UD9로 크기가 13.6 × 10.3 in (345 × 262 mm)인 또 다른 XL-ATX 메인보드를 출시했으며, 2011년에는 GA-X79-UD7을 출시했는데, 크기는 12.8 × 10.0 in (324 × 253 mm)이다. 2010년 4월, 기가바이트는 12.8 × 9.6 in (325 × 244 mm) GA-890FXA-UD7 메인보드를 발표했는데, 이 메인보드는 7개의 슬롯을 모두 한 슬롯 위치만큼 아래로 이동시킬 수 있었다. 추가된 길이는 최대 8개의 확장 슬롯을 배치할 수 있었겠지만, 이 특정 모델에서는 맨 위 슬롯 위치가 비어 있다.
- MSI는 2010년에 MSI X58 빅뱅(MSI X58 Big Bang)을, 2011년에 MSI P67 빅뱅 마샬(MSI P67 Big Bang Marshal)을, 2012년에 MSI X79 Xpower 빅뱅 2(MSI X79 Xpower Big Bang 2)를, 2013년에 MSI Z87 Xpower를 출시했으며, 이들 모두 13.6 × 10.4 in (345 × 264 mm)이다. 이 보드들은 추가 확장 슬롯(총 9개와 8개)을 위한 공간이 있지만, 세 보드 모두 7개의 확장 커넥터만 제공한다. 맨 위 위치는 CPU, 칩셋 및 관련 냉각을 위한 더 많은 공간을 제공하기 위해 비워져 있다.

2010년에 EVGA는 "슈퍼 레코드 2"(Super Record 2), 즉 SR-2라는 새로운 메인보드를 출시했는데, 이 크기는 "EVGA X58 Classified 4-Way SLI"를 능가한다. 이 새로운 보드는 인텔 스컬트레일 메인보드와 유사하게 두 개의 듀얼 QPI LGA1366 소켓 CPU(예: 인텔 제온)를 수용하도록 설계되었으며, 총 7개의 PCI-E 슬롯과 12개의 DDR3 RAM 슬롯을 가지고 있다. 이 새로운 디자인은 "HPTX"라고 불리며 크기는 13.6 × 15 in (345 × 381 mm)이다.

## 전원 공급 장치

ATX 2.x 메인보드 전원 커넥터(24핀(상단) 및 4핀 "P4"(하단))의 핀 배열, 플러그 결합면에서 본 모습

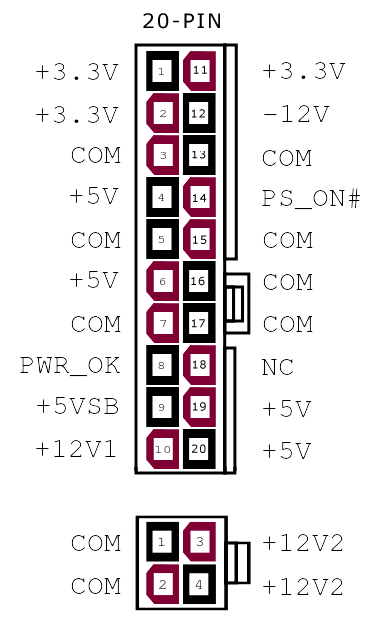
ATX 20핀

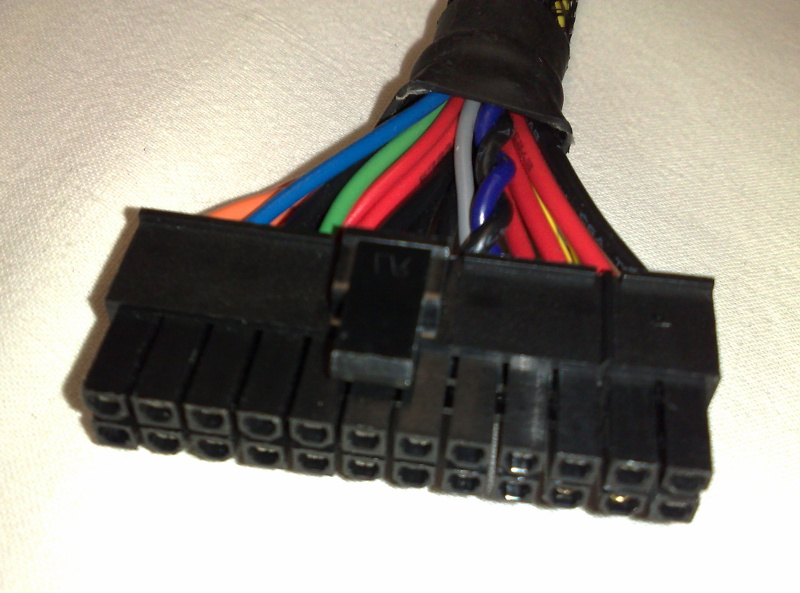
24핀 ATX 메인보드 전원 플러그; 핀 11, 12, 23, 24는 분리 가능한 4핀 플러그를 형성하여 20핀 ATX 리셉터클과 역호환된다.

ATX 사양은 전원 공급 장치가 +3.3 V, +5 V, +12 V의 세 가지 주요 출력을 생성하도록 요구한다. 저전력 −12 V 및 +5 VSB (대기) 전원도 필요하다. −12 V 전원은 주로 RS-232 포트에 음의 공급 전압을 제공하는 데 사용되며, 일부 사운드 카드 모델의 기준 전압을 제공하기 위해 기존 PCI 슬롯의 한 핀에서도 사용된다. 5 VSB 전원은 PC가 꺼졌을 때 ATX의 소프트 전원 기능을 제공하고 실시간 시계에 전원을 공급하여 CMOS 배터리의 전하를 보존하는 데 사용되는 미세 전력을 생성하는 데 사용된다. −5 V 출력은 원래 ISA 버스에서 공급되었기 때문에 요구되었지만, ISA 버스 확장 슬롯이 제거되면서 구식이 되어 ATX 표준의 이후 버전에서는 제거되었다(ISA 버스 자체는 구형 IBM PC 사양과 호환되는 모든 컴퓨터에서 여전히 발견된다).
원래 메인보드는 20핀 커넥터 하나로 전원을 공급받았다. ATX 전원 공급 장치는 여러 주변 장치 전원 커넥터와 (최신 시스템에서는) 메인보드용 두 개의 커넥터를 제공한다. 하나는 CPU에 추가 전원을 공급하는 8핀(또는 4+4핀) 보조 커넥터이고, 다른 하나는 원래 20핀 버전의 확장인 메인 24핀 전원 공급 장치 커넥터이다. 메인보드에는 20핀 Molex 39-29-9202가 있다. 케이블에는 20핀 Molex 39-01-2200이 있다. 커넥터 핀 피치는 4.20 mm(약 1/6인치)이다.
| 색상                 | 신호      | 핀 | 핀 | 신호        | 색상 |
| -------------------- | --------- | -- | -- | ----------- | ---- |
| 주황                 | +3.3 V    | 1  | 13 | +3.3 V      | 주황 |
| 주황                 | +3.3 V    | 1  | 13 | +3.3 V 감지 | 갈색 |
| 주황                 | +3.3 V    | 2  | 14 | −12 V       | 파랑 |
| 검정                 | 접지      | 3  | 15 | 접지        | 검정 |
| 빨강                 | +5 V      | 4  | 16 | 전원 켜짐   | 초록 |
| 검정                 | 접지      | 5  | 17 | 접지        | 검정 |
| 빨강                 | +5 V      | 6  | 18 | 접지        | 검정 |
| 검정                 | 접지      | 7  | 19 | 접지        | 검정 |
| 회색                 | 파워 굿   | 8  | 20 | 예약됨      | 없음 |
| 보라                 | +5 V 대기 | 9  | 21 | +5 V        | 빨강 |
| 노랑                 | +12 V     | 10 | 22 | +5 V        | 빨강 |
| 노랑                 | +12 V     | 11 | 23 | +5 V        | 빨강 |
| 주황                 | +3.3 V    | 12 | 24 | 접지        | 검정 |
| 1. 2. 3. 4. 5. 6. 7. |           |    |    |             |      |

틀:ATX12VO power connector
| 핀   | 암/리셉터클 PS 케이블에 | 수/수직 헤더 PCB에 | 수/플러그 확장 케이블 |
| ---- | ----------------------- | ------------------ | --------------------- |
| 4핀  | 39-01-2040              | 39-28-1043         | 39-01-2046            |
| 20핀 | 39-01-2200              | 39-28-1203         | 39-01-2206            |
| 24핀 | 39-01-2240              | 39-28-1243         | 39-01-2246            |

네 개의 전선은 특별한 기능을 한다.
- PS_ON# (전원 켜짐)은 메인보드에서 전원 공급 장치로 전달되는 신호이다. 이 선이 (메인보드에 의해) 접지되면 전원 공급 장치가 켜진다. 전원 공급 장치 내부에서 +5 V로 내부적으로 풀업된다.[3][19]
- PWR_OK ("파워 굿")은 전원 공급 장치의 출력이 안정화되어 사용 준비가 되었음을 나타내는 출력이다. PS_ON# 신호가 로우로 당겨진 후 짧은 시간(100–500 ms) 동안 로우 상태를 유지한다.[20]
- +5 VSB (+5 V 대기)는 다른 전원 공급선이 꺼져 있을 때도 전원을 공급한다. 이는 전원 켜기 신호를 제어하는 회로에 전원을 공급하는 데 사용될 수 있다.
- +3.3 V 감지는 메인보드의 +3.3 V 또는 해당 전원 커넥터에 연결되어야 한다. 이 연결을 통해 전원 공급 장치 배선에서의 전압 강하를 원격 감지할 수 있다. 일부 제조업체는 일부 전원 공급 장치 모델에서 빨간색 +5 V 선 중 하나에 연결된 +5 V 감지 선(일반적으로 분홍색)도 제공했지만, 이러한 선의 포함은 비표준적인 관행이었으며 공식 ATX 표준의 일부가 아니었다.

일반적으로 공급 전압은 항상 공칭 값의 ±5% 이내여야 한다. 그러나 거의 사용되지 않는 음의 공급 전압은 ±10%의 허용 오차를 갖는다. 10 Hz–20 MHz 대역폭에서 리플에 대한 사양이 있다.
| 공급 (V) | 허용 오차      | 범위, 최소에서 최대 (V) | 리플, p. 대 p., 최대 (mV) |
| -------- | -------------- | ----------------------- | ------------------------- |
| +5       | ±5% (±0.25 V)  | +4.75 V ~ +5.25         | 050                       |
| −5       | ±10% (±0.50 V) | −4.50 V ~ −5.50         | 050                       |
| +12      | ±5% (±0.60 V)  | +11.40 V ~ +12.60       | 120                       |
| −12      | ±10% (±1.20 V) | −10.80 V ~ −13.20       | 120                       |
| +3.3     | ±5% (±0.165 V) | +3.135 V ~ +3.465       | 050                       |
| +5 대기  | ±5% (±0.25 V)  | +4.75 V ~ +5.25         | 050                       |

20~24핀 Molex Mini-Fit Jr.는 핀당 최대 9암페어의 정격 전력을 가지고 있다. 대형 서버 메인보드와 3D 그래픽 카드가 작동하는 데 점점 더 많은 전력을 요구함에 따라, 원래의 20핀 커넥터를 넘어 표준을 개정하고 확장하여 여러 추가 핀을 병렬로 사용하여 더 많은 전류를 허용해야 했다. 낮은 회로 전압은 각 커넥터 핀을 통한 전력 흐름에 대한 제한이다. 최대 정격 전압에서 단일 Mini-Fit Jr 핀은 4800와트를 공급할 수 있다.

### 물리적 특성
ATX 전원 공급 장치는 일반적으로 150 × 86 × 140 mm (5.9 × 3.4 × 5.5 in)의 크기를 가지며,:23–24 너비와 높이는 이전 LPX (Low Profile eXtension) 폼 팩터와 동일하고 (이전 AT 및 베이비 AT 시스템에서 널리 사용되었기 때문에 종종 "AT" 전원 공급 장치로 잘못 불리지만, 실제 AT 및 베이비 AT 전원 공급 장치 폼 팩터는 물리적으로 더 컸다) 장치 후면에 배열된 4개의 나사로 공통 장착 레이아웃을 공유한다. 마지막 치수인 140 mm 깊이는 자주 변경되며, 더 높은 전력, 더 큰 팬 및 모듈형 커넥터를 수용하기 위해 160, 180, 200, 230 mm 깊이가 사용된다.

### AT 및 LPX 디자인과의 주요 변경 사항

#### 전원 스위치
원래 AT 케이스(평면 케이스 스타일)에는 전원 공급 장치에서 돌출되어 AT 섀시의 구멍과 같은 높이로 놓이는 통합 전원 스위치가 있다. 패들 스타일의 DPST 스위치를 사용하며 PC 및 PC-XT 스타일 전원 공급 장치와 유사하다.
이후 AT("베이비 AT"라고도 함) 및 LPX 스타일 컴퓨터 케이스에는 시스템 전원 공급 장치(PSU)에 직접 연결되는 전원 버튼이 있다. 일반적인 구성은 4코어 케이블의 전선에 4개의 핀이 연결된 이중 극 래칭 주 전압 스위치이다. 전선은 전원 버튼에 땜납되거나(실패 시 전원 공급 장치를 교체하기 어렵게 만듦) 블레이드 리셉터클이 사용되었다.

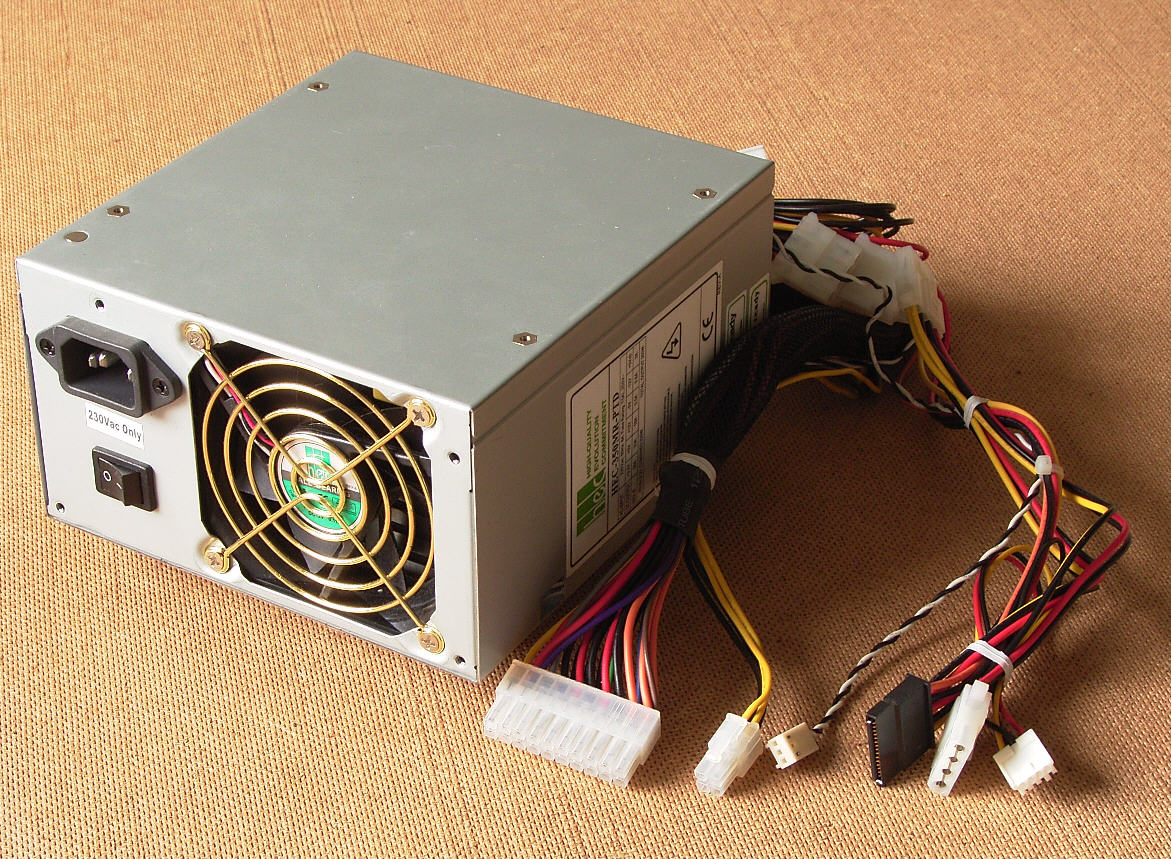
일반적인 ATX 1.3 전원 공급 장치. 왼쪽부터 오른쪽으로 커넥터는 20핀 메인보드, 4핀 "P4 커넥터", 팬 RPM 모니터(전원선 없음), SATA 전원 커넥터(검은색), "Molex 커넥터", 플로피 커넥터이다.

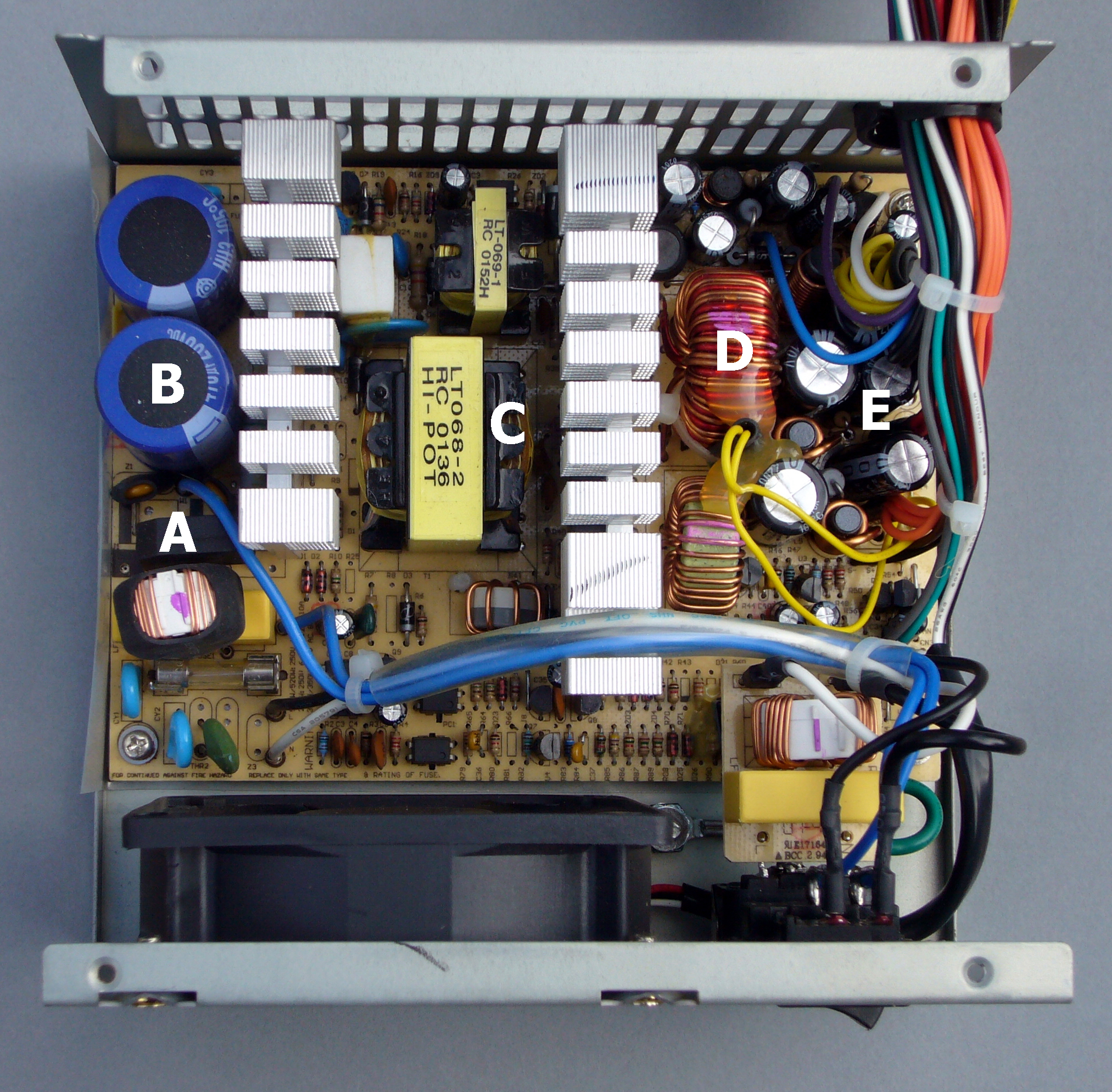
ATX 전원 공급 장치 내부 모습

ATX 전원 공급 장치는 일반적으로 컴퓨터 케이스의 전원 버튼에 연결된 전자 스위치로 제어되며, 컴퓨터가 운영체제에 의해 꺼질 수 있도록 한다. 또한, 많은 ATX 전원 공급 장치에는 후면에 수동 스위치가 있어 구성 요소로 전원이 공급되지 않도록 한다. 전원 공급 장치의 스위치가 꺼지면 전면 전원 버튼으로 컴퓨터를 켤 수 없다.

#### 메인보드 전원 연결
전원 공급 장치의 메인보드 연결 방식은 구형 AT 및 LPX 표준에서 변경되었다. AT 및 LPX는 두 개의 유사한 커넥터가 있었는데, 키가 다른 커넥터를 강제로 끼워 넣으면 우연히 서로 바뀔 수 있었고, 이는 보통 단락과 메인보드의 돌이킬 수 없는 손상을 초래했다(안전한 작동을 위한 규칙은 검은색 선이 함께 연결된 나란히 있는 커넥터를 연결하는 것이었다). ATX는 잘못 연결될 수 없는 하나의 크고 키가 있는 커넥터를 사용한다. 새로운 커넥터는 또한 3.3볼트 전원을 제공하여 메인보드가 5볼트 레일에서 이 전압을 파생할 필요가 없도록 했다. 일부 메인보드, 특히 ATX 도입 이후 LPX 장비가 여전히 사용되던 시기에 제조된 것들은 LPX와 ATX PSU를 모두 지원한다.
ATX PSU를 ATX 메인보드에 전원을 공급하는 것 외의 용도로 사용하는 경우, ATX 커넥터의 "전원 켜짐" 핀(핀 16, 녹색 선)을 검은색 선(접지)에 단락시키면 전원을 완전히 켤 수 있다(항상 "깨우기" 장치를 작동하기 위해 부분적으로 켜져 있다). 이는 ATX 시스템의 전원 버튼이 하는 일이다. 하나 이상의 전압에 최소 부하가 필요할 수 있다(모델 및 공급업체에 따라 다름). 표준은 최소 부하 없이 작동을 지정하지 않으며, 준수하는 PSU는 종료되거나 잘못된 전압을 출력하거나 오작동할 수 있지만, 위험하거나 손상되지 않는다. ATX 전원 공급 장치는 전류 제한이 있는 벤치 실험실 직류 전원 공급 장치를 대체할 수 없다. 대신 대용량 직류 전원 공급 장치로 설명하는 것이 더 적절하다.

#### 공기 흐름
원래 ATX 사양은 전원 공급 장치가 CPU 근처에 위치하며 전원 공급 장치 팬이 섀시 외부에서 냉각 공기를 흡입하여 프로세서로 직접 보내도록 요구했다. 이러한 구성에서는 액티브 히트싱크 없이도 프로세서 냉각이 가능할 것으로 예상되었다. 이 권장 사항은 이후 사양에서 제거되었다. 최신 ATX 전원 공급 장치는 일반적으로 케이스에서 공기를 배출한다.

### ATX 전원 공급 장치 개정판

#### 원래 ATX
1995년 후반에 도입된 ATX는 세 가지 유형의 전원 커넥터를 정의했다.
- 4핀 "Molex 커넥터" – AT 표준에서 직접 계승: P-ATA 하드 디스크, CD-ROM, 5.25인치 플로피 드라이브 및 기타 주변 장치용 +5 V 및 +12 V.[27]
- 4핀 Berg 플로피 커넥터 – AT 표준에서 직접 계승: 3.5인치 플로피 드라이브 및 기타 주변 장치용 +5 V 및 +12 V.[28]
- 20핀 Molex Mini-fit Jr. ATX 메인보드 커넥터 – ATX 표준에 새로 추가되었다.
- 필요한 경우 메인보드에 추가 3.3 V 및 5 V 전원을 공급하는 보조 6핀 AUX 커넥터. 이는 3.3볼트 및 5볼트 레일이 필요하고 일반 20핀 핀 헤더를 통해 충분한 전원을 얻을 수 없는 CPU 전압 조정 모듈이 있는 메인보드의 CPU에 전원을 공급하는 데 사용되었다.

전원 분배 사양은 대부분의 PSU 전력이 5 V 및 3.3 V 레일에서 공급되어야 한다고 정의했다. 이는 대부분의 전자 부품(CPU, RAM, 칩셋, PCI, AGP 및 ISA 카드)이 전원 공급을 위해 5 V 또는 3.3 V를 사용했기 때문이다. 12 V 레일은 컴퓨터 팬과 주변 장치(HDD, FDD, CD-ROM 등)의 모터에만 사용되었다.

#### ATX12V 1.x
1999/2000년 펜티엄 4 플랫폼을 설계할 때, 표준 20핀 ATX 전원 커넥터는 증가하는 전력선 요구 사항을 충족하기에 불충분한 것으로 밝혀졌다. 표준은 ATX12V 1.0(ATX12V 1.x는 때때로 ATX-P4로 부정확하게 불린다)으로 크게 개정되었다. ATX12V 1.x는 AMD 애슬론 XP 및 애슬론 64 시스템에도 채택되었다. 그러나 일부 초기 모델 애슬론 XP 및 MP 보드(일부 서버 보드 포함) 및 이후 모델의 저가형 메인보드에는 아래 설명된 4핀 커넥터가 없다.
ATX 개정판의 번호 매기기는 약간 혼란스러울 수 있다. ATX는 디자인을 의미하며 2004년에 버전 2.2까지 올라갔다(ATX12V 2.0의 24핀 포함). 반면 ATX12V는 PSU만 설명한다.
예를 들어, ATX 2.03은 2000년과 2001년의 PSU에서 상당히 흔하게 볼 수 있으며, 규범 자체에서 아직 정의되지 않았음에도 P4 12V 커넥터를 포함하는 경우가 많다.

##### ATX12V 1.0
ATX12V 1.0(2000년 2월 출시)의 주요 변경 사항 및 추가 사항은 다음과 같다.
- 12 V 레일의 전력 증가(5 V 및 3.3 V 레일의 전력은 대부분 동일하게 유지됨).
- CPU에 전원을 공급하기 위한 추가 4핀 Mini Fit Jr. (Molex 39-01-2040) 12볼트 커넥터.[22]
- 최대 부하 시 최소 68% 효율.

공식적으로 +12 V 전원 커넥터라고 불리지만, 펜티엄 4 프로세서를 지원하기 위해 처음 필요했기 때문에 일반적으로 P4 커넥터라고 불린다.
펜티엄 4 이전에는 프로세서가 일반적으로 5V 레일에서 전원을 공급받았다. 이후 프로세서는 훨씬 낮은 전압, 일반적으로 약 1V에서 작동하며 일부는 100A 이상을 소모한다. 표준 시스템 전원 공급 장치에서 이처럼 낮은 전압과 높은 전류로 전원을 공급하는 것은 불가능하므로, 펜티엄 4는 4핀 12V 커넥터로 전원을 공급받는 메인보드 옆의 디시디시컨버터로 전원을 생성하는 방식을 확립했다.

##### ATX12V 1.1
이것은 2000년 8월의 사소한 개정판이다. 3.3 V 레일의 전력이 약간 증가했으며 다른 작은 변경 사항이 적용되었다.

##### ATX12V 1.2
2002년 1월의 비교적 사소한 개정판이다. 유일한 중요한 변경 사항은 −5 V 레일이 더 이상 필요하지 않다는 것이다(선택 사항이 되었다). 이 전압은 ISA 버스에 필요했는데, 이는 거의 모든 최신 컴퓨터에는 더 이상 존재하지 않는다.

##### ATX12V 1.3
2003년 4월에 출시되었다 (2.0 출시 한 달 후). 이 표준은 주로 사소한 몇 가지 변경 사항을 도입했다. 그 중 일부는 다음과 같다.
- 12 V 레일의 전력을 약간 증가시켰다.
- 최대 부하에 대한 최소 효율을 68%에서 70%로 높였고, 경부하(최소 50% 효율) 및 일반 부하(최소 60% 효율)에 대한 최소 PSU 효율을 정의했다.
- 음향 수준을 정의했다.
- 시리얼 ATA 전원 커넥터 도입(하지만 선택 사항으로 정의됨).
- −5 V 레일에 대한 지침이 제거되었다(그러나 금지되지는 않았다).[29]

#### ATX12V 2.x
ATX12V 2.x는 전력 분배에 있어 상당한 설계 변화를 가져왔다. 당시 PC의 전력 요구 사항을 분석한 결과, 3.3 V 및 5 V 레일 대신 12 V 레일에서 대부분의 PC 구성 요소에 전력을 공급하는 것이 훨씬 저렴하고 실용적이라는 것이 확인되었다.
특히 PCI 익스프레스 확장 카드는 12 V 레일에서 전력을 많이 끌어오는 반면(최대 5.5 A), 구형 AGP 그래픽 카드는 12 V에서 최대 1 A, 3.3 V에서 최대 6 A만 끌어왔다. CPU 또한 12 V 레일로 구동되는 반면, 구형 PC에서는 5 V 레일로 구동되었다(펜티엄 4 이전).

##### ATX12V 2.0

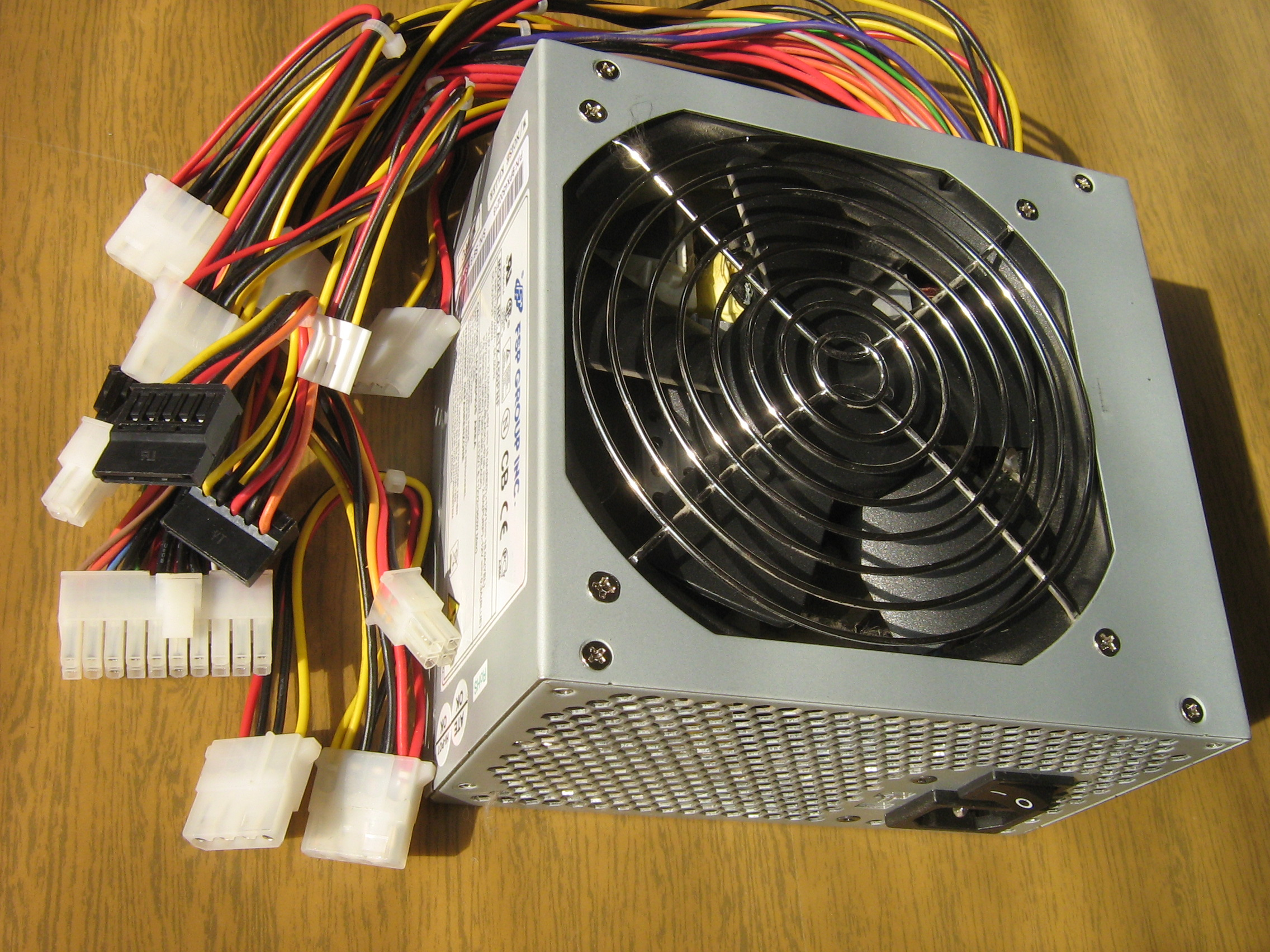
FSP 그룹의 ATX-450PNF

PCI 익스프레스의 전력 요구 사항은 ATX12V 2.0(2003년 2월 도입)에 통합되었으며, 이는 ATX12V 1.x와는 상당히 다른 전력 분배를 정의했다.
- 이제 대부분의 전력은 12 V 레일에서 공급된다. 표준은 전력 요구 사항을 안전하게 충족하기 위해 독립적인 과전류 보호 기능을 갖춘 두 개의 독립적인 12 V 레일(4핀 커넥터용 12 V2 및 나머지 모든 것용 12 V1)이 필요하다고 명시한다(일부 초고전력 PSU는 두 개 이상의 레일을 가지며, 이러한 대형 PSU에 대한 권장 사항은 표준에서 제공되지 않는다).
- 3.3 V 및 5 V 레일의 전력이 크게 감소했다.
- ATX 메인보드 커넥터는 24핀으로 확장되었다. 추가된 4개의 핀은 3.3 V, 5 V, 12 V 회로를 각각 하나씩 더 제공한다.
- ATX12V 1.x의 6핀 AUX 커넥터는 제거되었는데, 이는 추가 3.3 V 및 5 V 회로가 이제 24핀 ATX 메인보드 커넥터에 통합되었기 때문이다.
- 전원 공급 장치는 시리얼 ATA 전원 케이블을 포함해야 한다.
- 가벼운 부하 시 최소 효율 60%, 일반 부하 시 70%, 최대 부하 시 70%
- 기타 많은 사양 변경 및 추가 사항

##### ATX12V 2.01
이것은 2004년 6월의 사소한 개정판이다. −5 V 레일에 대한 잘못된 참조가 제거되었다. 다른 사소한 변경 사항이 도입되었다.

##### ATX12V 2.1
이것은 2005년 3월의 사소한 개정판이다. 모든 레일의 전력이 약간 증가했다. 효율성 요구 사항이 변경되었다. 가벼운 부하 시 최소 65%, 일반 부하 시 72%, 최대 부하 시 70%이다. 가벼운 부하 시 75%, 일반 부하 시 80%, 최대 부하 시 77%의 권장 최소값이 도입되었다.

##### ATX12V 2.2
또한 2005년 3월에 출시되었으며 수정 사항을 포함하고 24핀 ATX 메인보드 및 4핀 +12V 전원 커넥터용 고전류 시리즈 와이어 터미널을 지정한다.

##### ATX12V 2.3
2007년 3월부터 시행되었다. 권장 효율은 80%로 증가했으며(최소 70% 요구됨), 12V 최소 부하 요구 사항은 낮아졌다. 효율이 높으면 일반적으로 전력 소비가 적어지고(폐열이 줄어듬), 80% 권장 사항은 새로운 에너지 스타 4.0 의무 사항에 부합하도록 공급 장치를 조정한다. 부하 요구 사항이 감소하면 시동 시 전력을 거의 소모하지 않는 프로세서와의 호환이 가능해진다. 레일당 240 VA의 절대 과전류 제한이 제거되어 12 V 라인이 레일당 20 A 이상을 제공할 수 있도록 했다.

##### ATX12V 2.31
이 개정판은 2008년 2월부터 시행되었다. PWR_ON 및 PWR_OK 신호에 400밀리볼트의 최대 허용 리플/노이즈 사양을 추가하고, PWR_OK 신호가 떨어진 후 DC 전력이 1밀리초 이상 유지되어야 하며, 국가별 입력 라인 고조파 함량 및 전자파 적합성 요구 사항을 명확히 하고, 기후 보호 섹션을 추가하고, 권장 전원 공급 장치 구성 차트를 업데이트했으며, 교차 조절 그래프를 업데이트했다.

##### ATX12V 2.32
이것은 2020년 5월에 발행된 v2.31 사양의 후속 개정판에 붙여진 비공식 명칭이다.

##### ATX12V 2.4
ATX12V 2.4 사양은 2021년 8월에 발행되었다. 이는 '데스크톱 플랫폼 폼 팩터용 전원 공급 장치 설계 가이드'의 개정판 1.31에 명시되어 있으며, 이를 ATX12V 버전 2.4로 명명한다.

##### ATX12V 2.51
ATXV12 2.51 사양은 2021년 9월에 출시되었으며, 기존의 S3 전원 상태를 대체하는 대체 저전력 모드(ALPM) 지원을 도입했다. Windows 10은 이 기능을 모던 스탠바이로 구현한다.

##### ATX12V 2.52
ATXV12 2.52 사양은 2021년 10월에 출시되었으며, 표준에 사소한 변경 사항을 도입했다. 가장 주목할 만한 점은 대체 저전력 모드(ALPM)를 지원하는 전원 공급 장치 제조업체는 180초마다(하루 480회 또는 연간 175,200회) 전원 사이클을 견딜 수 있도록 해야 한다는 것이다. 또한 전원 공급 장치 팬은 사용자 경험 개선을 위해 최소 2초의 지연 후 켜지는 것이 권장된다.

##### ATX12V 2.53
ATXV12 2.53 사양은 2021년 12월에 출시되었으며, ATX 표준에 대한 또 다른 사소한 업데이트이다. ATXV12 2.53은 효율성에 대한 추가 권장 사항을 제시하고, 2020년 4월에 최종 확정된 에너지 스타 컴퓨터 사양 버전 8.0을 참조한다.

#### ATX 3.x
ATX 3.0 사양은 2022년 2월에 발표되었다. 여기에는 그래픽 카드에 최대 600 W(H+) 및 최대 675W(H++)를 제공할 수 있는 새로운 16핀 12VHPWR 커넥터가 포함된다. 이 커넥터는 구성 요소가 PSU와 전력 용량을 협상하여 PSU가 제공할 수 있는 것보다 더 많은 전력을 끌어오지 않도록 데이터 라인을 통합한다. 이 사양은 또한 스파이크 처리, 즉 공칭 출력의 두 배를 100마이크로초 동안 처리하는 데 대해 더 엄격한 요구 사항을 가지고 있다.
−12 V 공급 장치는 이제 ATX 메인보드 커넥터에서 선택 사항으로 지정되었으며, 일부 PSU 제조업체(예: 커세어)는 PSU에서 −12 V 공급 장치를 제거하기 시작했다. 그러나 2025년 현재 일부 메인보드(예: ASRock의 최신 디자인)는 여전히 −12 V 공급 장치를 사용한다. 일반적으로 온보드 오디오용 앰프에 전원을 공급하는 데 사용되며, −12 V 공급 장치를 제공하지 않는 PSU와 함께 사용하면 해당 기능이 제대로 작동하지 않을 수 있다.
ATX 3.1은 12VHPWR 전원 커넥터를 12V-2x6 전원 커넥터로 대체하고, 필요한 전력 손실 유지 시간을 17밀리초에서 12밀리초로 단축한다.

### ATX 전원 공급 장치 파생물

#### ATX12VO
ATX 12볼트 전용을 의미하는 이 새로운 사양은 2019년 인텔이 발표했으며, 초기에는 미리 제작된 시스템을 대상으로 했고, 2021년부터 캘리포니아 에너지 위원회의 더 엄격한 전력 효율성 요구 사항이 발효될 예정이다. 여러 OEM은 이미 독점 커넥터와 유사한 설계를 사용하고 있었으며, 이는 그러한 설계들을 효과적으로 표준화한다.
이 표준에 따라 전원 공급 장치는 12V 출력만 제공한다. ATX12VO는 메인보드에 전원을 공급하기 위해 새로운 10핀 커넥터를 도입하여 24핀 ATX12V 커넥터를 대체한다. 이는 전원 공급 장치를 크게 단순화하지만, 디시디시컨버터와 일부 커넥터를 대신 메인보드로 옮긴다. 특히 3.3V 및 5V 핀을 포함하는 SATA 전원 커넥터는 전원 공급 장치에 직접 연결되는 대신 메인보드로 옮겨져야 한다.
a. 인텔 ATX12VO (12V 전용) 데스크톱 전원 공급 장치 설계 가이드에 따른 커넥터 핀아웃.
| 핀 | 신호   | 색상 | 핀 | 신호               | 색상 |
| -- | ------ | ---- | -- | ------------------ | ---- |
| 5  | I_PSU% | 파랑 | 10 | 12 V [12V 감지 핀] | 노랑 |
| 4  | GND    | 검정 | 9  | 12 V               | 노랑 |
| 3  | GND    | 검정 | 8  | 12 V               | 노랑 |
| 2  | GND    | 검정 | 7  | 12 V SB            | 보라 |
| 1  | PS_ON# | 초록 | 6  | PWR_OK             | 회색 |

#### SFX

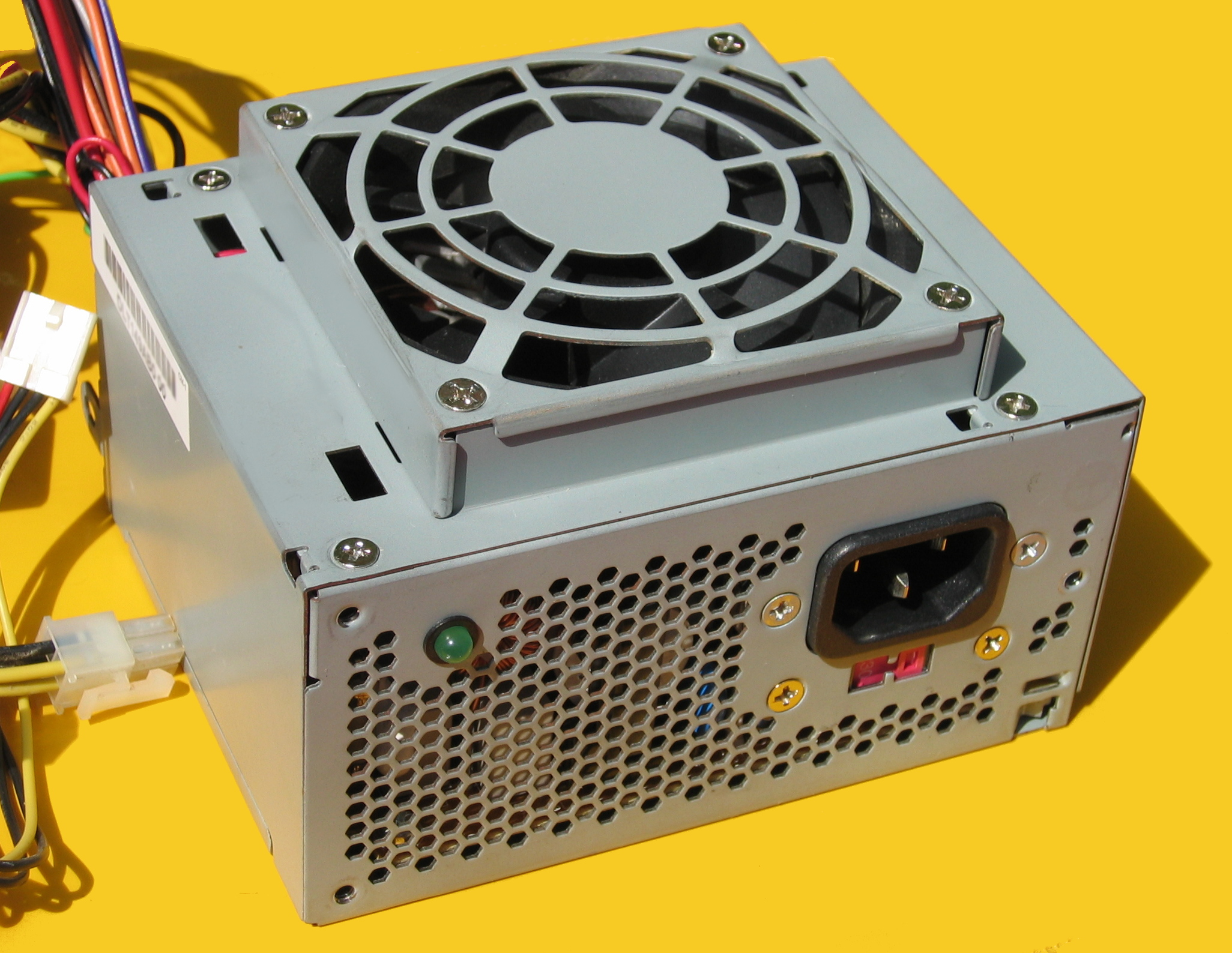
SFX 전원 공급 장치

SFX (스몰 폼 팩터 확장)는 단순히 소형 폼 팩터(SFF) 전원 공급 장치 케이싱(예: 마이크로ATX, 플렉스ATX, 나노 ITX, 미니 ITX, NLX 사용)을 위한 디자인이며, 전원 사양은 ATX와 거의 동일하다. 따라서 SFX 전원 공급 장치는 크기만 작아졌을 뿐 ATX 전원 공급 장치와 대부분 핀 호환이 가능하다. 유일한 전기적 차이점은 SFX 사양은 −5 V 레일을 요구하지 않는다는 것이다. −5 V는 일부 ISA 버스 확장 카드에만 필요하므로, 이는 최신 하드웨어에서는 문제가 되지 않으며 생산 비용을 절감한다. 결과적으로 현재 전원 공급 장치에는 −5 V를 전달하던 ATX 핀 20이 없다. 이는 ATX 및 ATX12V 버전 1.2에서는 선택 사항이었고 ATX 버전 1.3부터 삭제되었다.
SFX의 크기는 125 × 63.5 × 100 mm (너비 × 높이 × 깊이)이며 60 mm 팬을 가지고 있으며, 표준 ATX 크기인 150 × 86 × 140 mm와 비교된다. 80 또는 40 mm 팬으로 교체하면 SFX 장치의 높이가 증가하거나 감소한다.
일부 제조업체와 소매업체는 SFX 전원 공급 장치를 μATX 또는 MicroATX 전원 공급 장치로 잘못 마케팅한다.
일부 제조업체는 120 mm 팬을 수용하기 위해 SFX-L 크기 125 × 63.5 × 130 mm를 만든다.

#### TFX

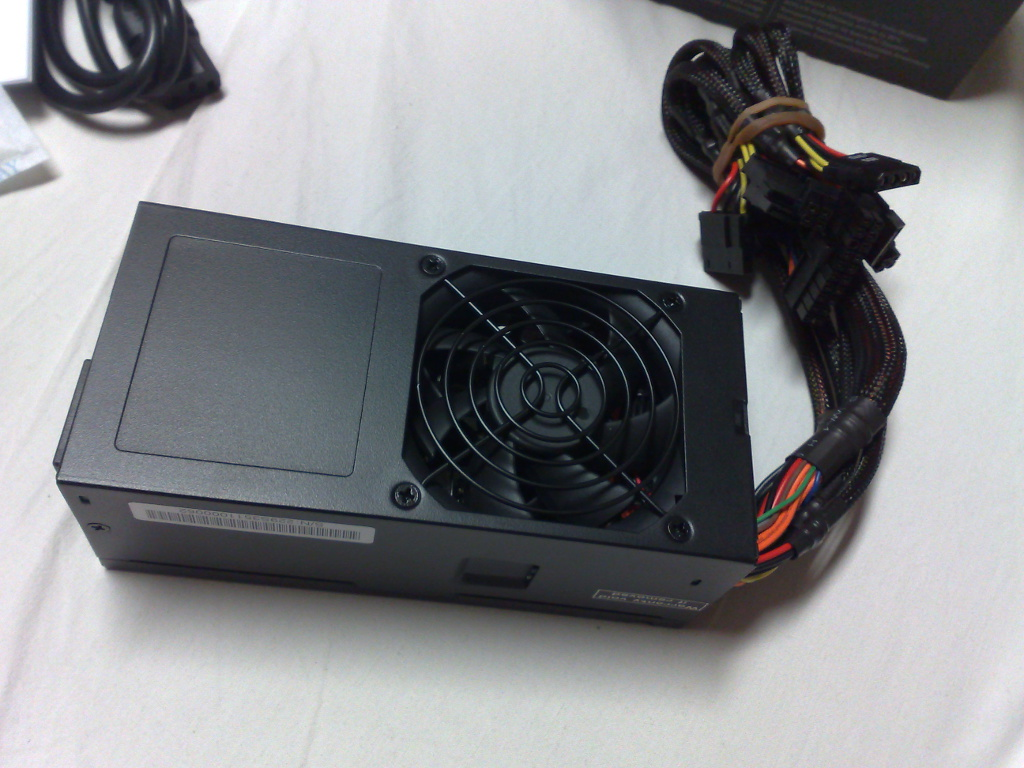
TFX 전원 공급 장치

씬 폼 팩터(Thin Form Factor)는 표준 ATX 사양 커넥터를 가진 또 다른 소형 전원 공급 장치 디자인이다. 크기는 일반적으로 (가로 × 세로 × 깊이): 85 × 64 × 175 mm (3.34 × 2.52 × 6.89 in)이다.

#### WTX
WTX 전원 공급 장치는 표준 ATX 메인보드 커넥터와 호환되지 않는 WTX 스타일 메인보드 커넥터를 제공한다.

#### AMD GES
이는 AMD가 애슬론 MP (듀얼 프로세서) 플랫폼에 전원을 공급하기 위해 만든 ATX12V 전원 공급 장치 파생 제품이다. 이는 하이엔드 애슬론 MP 메인보드에만 사용되었다. 메인보드용 특수 8핀 보조 커넥터가 있어, 이러한 메인보드에는 AMD GES PSU가 필요하다 (이러한 메인보드는 ATX(12V) PSU로는 작동하지 않는다).
a. ATX12V-GES 24핀 P1 메인보드 커넥터. 메인보드를 위에서 볼 때의 핀 배열은 다음과 같다.
| 핀 | 신호    | 색상 | 핀 | 신호   | 색상 |
| -- | ------- | ---- | -- | ------ | ---- |
| 12 | 12 V    | 노랑 | 24 | 12 V   | 노랑 |
| 11 | 12 V    | 노랑 | 23 | GND    | 검정 |
| 10 | GND     | 검정 | 22 | GND    | 검정 |
| 9  | GND     | 검정 | 21 | 3.3 V  | 주황 |
| 8  | 3.3 V   | 주황 | 20 | 3.3 V  | 주황 |
| 7  | 3.3 V   | 주황 | 19 | 3.3 V  | 주황 |
| 6  | GND     | 검정 | 18 | GND    | 검정 |
| 5  | PS_ON_N | 초록 | 17 | −12 V  | 파랑 |
| 4  | GND     | 검정 | 16 | 5 V SB | 보라 |
| 3  | GND     | 검정 | 15 | GND    | 검정 |
| 2  | 5 V     | 빨강 | 14 | 5 V    | 빨강 |
| 1  | 5 V     | 빨강 | 13 | 5 V    | 빨강 |

b. ATX12V-GES 8핀 P2 메인보드 커넥터. 메인보드를 위에서 볼 때의 핀 배열은 다음과 같다.
| 핀 | 신호   | 색상 | 핀 | 신호 | 색상             |
| -- | ------ | ---- | -- | ---- | ---------------- |
| 4  | GND    | 검정 | 8  | 12 V | 검정 줄무늬 노랑 |
| 3  | GND    | 검정 | 7  | 12 V | 검정 줄무늬 노랑 |
| 2  | PWR_OK | 회색 | 6  | 12 V | 검정 줄무늬 노랑 |
| 1  | 5 V    | 빨강 | 5  | GND  | 검정             |

#### EPS12V
EPS12V는 서버 시스템 인프라(SSI)에 정의되어 있으며, 주로 SMP/멀티코어 시스템(예: 코어 2, 코어 i7, 옵테론, 제온)에서 사용된다. 24핀 ATX 메인보드 커넥터(ATX12V v2.x와 동일), 8핀 보조 커넥터, 선택 사항인 4핀 3차 커넥터를 가지고 있다. 추가 케이블을 포함하는 대신, 많은 전원 공급 장치 제조업체는 ATX12V 메인보드와의 하위 호환성을 보장하기 위해 8핀 커넥터를 결합 가능한 두 개의 4핀 커넥터로 구현한다.

### 사양 변경 및 추가 사항
고성능 비디오 카드의 전력 요구 사항은 2000년대에 급격히 증가했으며, 일부 하이엔드 그래픽 카드는 AGP 또는 PCIe 슬롯의 기능을 초과하는 전력 요구 사항을 가지고 있다. 이러한 카드에는 표준 4핀 주변 장치 또는 플로피 전원 커넥터를 통해 추가 전원이 공급되었다. 2004년 이후 제조된 미드레인지 및 하이엔드 PCIe 그래픽 카드는 일반적으로 PSU에서 직접 표준 6핀 또는 8핀 PCIe 전원 커넥터를 사용한다.

### PSU 상호 교환
ATX 전원 공급 장치 사양은 전기적으로나 물리적으로나 대부분 수직적으로 호환되지만, 구형 메인보드/시스템과 신형 PSU를 혼합하거나 그 반대로 혼합할 때 잠재적인 문제가 발생할 수 있다. 고려해야 할 주요 문제점은 다음과 같다.
- 3.3 V, 5 V, 12 V 레일 간의 전력 할당은 구형 및 신형 ATX PSU 설계뿐만 아니라 구형 및 신형 PC 시스템 설계 간에도 매우 다르다.
- 구형 PSU는 신형 PC 시스템이 제대로 작동하는 데 필요한 커넥터가 없을 수 있다.
- 신형 시스템은 일반적으로 구형 시스템보다 전력 요구 사항이 높다.

다음은 무엇을 혼합하고 무엇을 혼합하지 말아야 하는지에 대한 실질적인 지침이다.
- 구형 시스템(펜티엄 4 및 애슬론 XP 플랫폼 이전)은 5 V 및 3.3 V 레일에서 대부분의 전력을 끌어오도록 설계되었다.
- 메인보드의 디시디시컨버터가 12 V를 인텔 펜티엄 4 및 AMD 애슬론 XP (및 이후) 프로세서에 필요한 저전압으로 변환하기 때문에, 이러한 시스템은 대부분의 전력을 12 V 레일에서 끌어온다.
- 원래 ATX PSU는 P4/XP 이전 PC용으로 설계된 전력 분배를 가지고 있다. 보조 4핀 12볼트 CPU 전원 커넥터가 없으므로 P4/XP 또는 최신 메인보드와 함께 사용할 수 없을 가능성이 높다. 어댑터가 존재하지만 12 V 레일의 전력 소모를 매우 신중하게 확인해야 한다. 4핀 12 V 커넥터를 연결하지 않고도 작동할 가능성이 있지만 주의가 필요하다.[51]
- ATX12V 1.x PSU는 P4/XP PC용으로 설계된 전력 분배를 가지고 있지만, 12 V 및 5 V/3.3 V 모두에 충분한 전력(구형 PC의 요구 사항에 비해)을 제공하므로 구형 PC에도 매우 적합하다. ATX12V 1.x PSU를 ATX12V 2.x 메인보드에 사용하는 것은 권장되지 않는다. 이러한 시스템은 ATX12V 1.x PSU가 제공하는 것보다 12 V에서 훨씬 더 많은 전력을 요구하기 때문이다.
- ATX12V 2.x PSU는 후기 P4/XP PC 및 애슬론 64 및 코어 듀오 PC용으로 설계된 전력 분배를 가지고 있다. 초기 P4/XP PC와 함께 사용할 수 있지만, 전력 분배가 상당히 최적화되지 않으므로 이러한 불일치를 보상하기 위해 더 강력한 ATX12V 2.0 PSU를 사용해야 한다. ATX12V 2.x PSU는 P4/XP 이전 시스템과 함께 사용할 수도 있지만, 전력 분배가 크게 최적화되지 않으므로(12 V 레일은 대부분 사용되지 않고, 3.3 V/5 V 레일은 과부하됨) 권장되지 않는다.
- ISA 버스를 사용하는 시스템은 −5 V 레일을 제공하는 PSU를 사용해야 하는데, 이 레일은 ATX12V 1.2부터 선택 사항이 되었고 이후 제조업체에서 점차 사라졌다.

일부 독점 브랜드 시스템은 해당 독점 전원 공급 장치를 요구하지만, 일부는 표준 및 상호 교환 가능한 전원 공급 장치를 지원할 수도 있다.

### 효율성
전원 공급 장치의 효율성은 가정용 전기를 조절된 직류로 변환하는 과정에서 전력이 낭비되지 않는 정도를 의미한다. 컴퓨터 전원 공급 장치는 약 70%에서 90% 이상의 효율을 보인다.
컴퓨터 전원 공급 장치의 효율성을 개선하기 위한 다양한 이니셔티브가 존재한다. 클라이밋 세이버스 컴퓨팅 이니셔티브는 더 효율적인 전원 공급 장치의 개발 및 사용을 장려하여 에너지 절약 및 온실가스 배출 감소를 촉진한다. 80 플러스는 전원 공급 장치의 다양한 효율성 수준을 인증하고 재정적 인센티브를 통해 사용을 장려한다. 효율적인 전원 공급 장치는 전력 낭비를 줄여 비용을 절감한다. 결과적으로 동일한 컴퓨터에 전력을 공급하는 데 더 적은 전기를 사용하며, 폐열을 덜 방출하여 여름철 중앙 에어컨의 에너지 절약에 상당한 기여를 한다. 효율적인 전원 공급 장치를 사용함으로써 얻는 이점은 많은 전력을 사용하는 컴퓨터에서 더욱 두드러진다.
필요한 전력 정격보다 큰 전원 공급 장치는 과부하에 대한 추가적인 안전 여유를 제공하지만, 이러한 장치는 종종 효율성이 떨어지고 적절한 크기의 장치보다 낮은 부하에서 더 많은 전기를 낭비한다. 예를 들어, 80 플러스 실버 효율 등급(즉, 180 W 이상의 부하에서 최소 85% 효율을 보이도록 설계됨)을 가진 900와트 전원 공급 장치는 부하가 100 W 미만일 때(이는 데스크톱 컴퓨터의 일반적인 유휴 전력임) 73%만 효율을 보일 수 있다. 따라서 100 W 부하에서 이 전원 공급 장치의 손실은 27 W가 된다. 만약 동일한 전원 공급 장치가 450 W 부하를 받으면(이 경우 전원 공급 장치의 효율은 89%로 최고치를 찍음), 유용한 전력을 4.5배 더 많이 공급함에도 불구하고 손실은 단 56 W에 불과하다. 비교를 위해, 80 플러스 브론즈 효율 등급(즉, 100 W 이상의 부하에서 최소 82% 효율을 보이도록 설계됨)을 가진 500와트 전원 공급 장치는 100 W 부하에서 84% 효율을 제공하여 19 W만 낭비할 수 있다.

## 같이 보기
- AT
- BTX
- 컴퓨터 폼 팩터